# A retrospective
A Retrospective es un CD de la banda Screamo, Saetia, fue lanzado el 1 de octubre de 2001 por Level Plane. Este disco recopila todas las canciones lanzadas por la banda en sus discos anteriores, además de 5 canciones en vivo tocadas en Mineápolis. El Cd fue remasterizado por Alan Douches.

## Lista de canciones
1. "Notres Langues Nous Trompent" – 2:37
2. "The Sweetness and the Light" – 2:47
3. "An Open Letter" – 2:28
4. "Woodwell" – 2:20
5. "Corporeal" – 4:19
6. "Ariadne's Thread" – 2:41
7. "From the Firmament" – 2:19
8. "Postlapsaria" – 4:48
9. "Endymion" – 4:19
10. "Roquentin" – 2:53
11. "The Poet You Never Were" – 3:43
12. "Some Natures Catch No Plagues" – 4:16
13. "The Burden of Reflecting" – 2:38
14. "Closed Hands" – 3:51
15. "Venus and Bacchus" – 3:19
16. "One Dying Wish" – 4:42
17. "Becoming the Truth" – 2:38
18. "The Poet You Never Were (En vivo)" – 3:48
19. "Ariadne's Thread (En vivo)" – 2:29
20. "Notres Langues Nous Trompent (En vivo)" – 2:41
21. "The Sweetness and the Light (En vivo)" – 2:48
22. "Endymion (En vivo)" – 4:09

- Datos: Q3602705